# 磁碟清理
磁碟清理（Windows磁盤空間清理管理器）是Microsoft Windows中內置的應用程式，可清除硬碟內的不必要的暫存檔，從而令Windows的運作更加顺畅。
磁碟清理會分析硬碟，然後確定哪些在硬碟上檔案可能不再需要，並让使用者決定是否刪除這些檔案。它進行了初步的磁碟分析，並分成多項不同類型的清理對象。

## Windows磁碟清理會清除的項目
- 程式安裝時的暫存檔案
- 從互聯網下載的ActiveX控制項
- 瀏覽網站時的網頁快取檔案
- 舊的Chkdsk檔
- 移動到資源回收筒內的檔案
- 不同程式的暫存檔案
- 暫存離線檔
- 離線網頁檔案
- 內容索引器的目錄

Windows 7磁碟清理掃描中之截圖

- 把長期沒有存取過的檔案壓縮（適用於NTFS檔案系統）

除了以上種類的磁碟清理選項，使用者亦可在Windows磁碟清理程式中啟動以下應用程式，騰出更多硬碟空間：
- 移除Windows元件
- 移除已安裝的程式
- 清理系統還原中最近還原點以外的檔案

## 第三方清理工具
- CCleaner